# 比岐島
比岐島（ひきじま）は、愛媛県今治市にある島。

## 概要
芸予諸島に属する瀬戸内海にある島である。今治市の北東8km、燧灘西部、来島海峡の東口に位置する。みかん栽培と漁業の島であり、水は井戸水、電気は自家発電でまかなっている。日本郵便株式会社から交通困難地に指定されており、直接郵便物は届かない。

## 交通
- 定期船無し、チャーター船[2]